# صابية
الصَّابيَّة أو البيريات (الاسم العلمي: Peraceae)، فصيلة نباتات مُزهرة من رتبة ملبيغيات. تم فصل الفصيلة عن الفربيونية بواسطة يوهان فريدريش كلوتزش في عام 1859، وقد تم تأكيد تفردها من قبل هيئة الحدائق النباتية الملكية، كيو، خبير فربيونيات،هربرت كينيث إيري شو.